# اسپرینگبروک، کوئینزلند
اسپرینگبروک (به انگلیسی: Springbrook) یک شهرک در استرالیا است که در کوئینزلند واقع شده‌است.